# Samuel Peter
Samuel Peter est un boxeur nigérian né le 6 septembre 1980 à Akwa Ibom.

## Carrière

### Carrière amateur
Samuel Peter combat pour la première fois en amateur en 1992. En poids lourds, il devient notamment champion du Nigeria et champion d'Afrique Zone 3. En 2000, il participe aux Jeux olympiques d'été à Sydney, battu sur décision en quarts de finale, sa performance sera toutefois remarquée.

### Débuts professionnels
Le 26 janvier 2001, il combat pour la première fois en professionnel, en poids lourds. Après 20 victoires de suite dont 17 par KO, le 4 décembre 2004, il affronte Jeremy Williams pour le titre vacant de champion nord-américain NABF et le met KO d'un rapide crochet du gauche dans la 2e reprise. Le 22 janvier 2005, il remporte le titre de champion des États-Unis USBA  en battant Yanqui Diaz par KO technique en 5 rounds, après avoir envoyé son adversaire au tapis 5 fois. Après une nouvelle victoire, le 2 juillet 2007, il défend ces deux ceintures et s'empare de la ceinture NABA en battant Taurus Sykes par KO en 2 rounds.

### Samuel Peter contre Wladimir Klitschko I
Ses résultats l'amènent à un combat contre Wladimir Klitschko. Le vainqueur de ce combat affrontera Chris Byrd pour le titre de champion du monde des poids lourds IBF. Peter encaisse vite un nombre important de jabs du gauche de la part de Wladimir, qui bientôt double ses coups et place son direct du droit après le jab. Peter reste néanmoins dangereux et tente de répliquer avec de larges crochets, bien que son allonge et sa précision soient moindres, Wladimir est touché par quelques gros coups. Au 5e round, Peter envoie Wladimir à terre avec un coup illégal derrière la tête, pourtant compté comme un knocked down. Plus tard dans le round, une glissade de Wladimir suivie d'un coup à la nuque de Peter est à nouveau comptée comme un knocked down par l’arbitre. Wladimir gagne néanmoins les rounds suivants, Peter étant peu actif, ses yeux se fermant à force de coups. À plusieurs reprises, l'arbitre le réprimande pour coups derrière la tête. Le combat semble à nouveau tourner en la faveur de Peter dans la 10e reprise, il coince Wladimir dans les cordes, ce dernier s'en extrait mais un nouveau crochet lui fait mettre un genou à terre. Klitschko se relève et remporte les deux derniers rounds. La fin de 12e reprise sera appréciée par le public, Peter touchant durement Wladimir, ce dernier réplique et à la mi-round, Peter est clairement touché, vacillant. Le combat va pourtant au bout et les 3 juges rendent une décision unanime en faveur de Klitschko, tous trois avec le score de 114-111, Peter reconnaissant sa défaite.

### Samuel Peter contre James Toney I et II
Après deux nouvelles victoires, il rencontre la légende de la boxe James Toney le 2 septembre 2006, en combat préliminaire pour disputer le titre de champion du monde WBC. Le combat est très serré, Toney étant plus précis mais Peter portant les coups les plus puissants Peter est déclaré vainqueur par décision partagée des juges. La WBC ordonne une revanche pour départager les boxeurs. Cette fois, Peter remporte le combat par décision unanime, avec une large avance aux points.

### Champion du monde
Après une nouvelle victoire, le 8 mars 2008, il fait face à Oleg Maskaev, champion du monde poids lourds WBC. Plus jeune, Peter éprouve son adversaire dès la 3e reprise, ce dernier trouvant les ressources pour répliquer. En fin de 6e reprise, Peter accule Maskaev dans les cordes et le roue de coups. Le russe ne répond plus, l'arbitre arrête le combat, bien que Maskaev se soit plaint de coups derrière la nuque. Peter devient champion du monde à l'âge de 27 ans, après 30 victoires et 1 défaite.

### Perte du titre
Le 11 octobre 2008, son adversaire suivant est l'ancien champion du monde Vitali Klitschko. Ce dernier a 9 ans de plus que Samuel Peter et fait son retour après 4 années d'inactivité. Pourtant, il met rapidement le nigérian en difficulté qui a du mal à atteindre son adversaire. Il place plusieurs coups puissants au corps mais Vitali le touche beaucoup plus souvent et avec beaucoup plus de précision. Peter perd son titre par abandon à l'appel de la 9e reprise.
Le 27 mars 2009, Peter affronte Eddie Chambers en combat sans titre en jeu. Combattant plus lourd que jamais auparavant, à 120 kilos, il ne touche pas aussi souvent et avec une précision inférieure à son adversaire qui l'emporte par décision majoritaire des juges en 10 rounds. Après cette défaite, délesté de plusieurs kilos, Peter remporte 4 victoires de suite pour se replacer dans la hiérarchie mondiale.

### Samuel Peter contre Wladimir Klitschko II
Le 11 septembre 2010, il rencontre une 2e fois Wladimir Klitschko, 5 ans après leur premier affrontement. L'ukrainien est champion du monde depuis 4 ans, détenant 2 ceintures majeures et 1 mineure. Peter apparaît très vite très offensif, voulant mettre KO son adversaire. Ce dernier qui défend une 9e fois son titre de champion du monde est néanmoins très dur à toucher, il neutralise son adversaire lors des échanges au corps à corps, le nigérian atteindra rarement son adversaire. Usé, il éprouve bientôt de plus en plus de mal à rester debout. Une succession de crochets et d’uppercut de Klitschko met fin au combat au 10e round.
Peter enchaine avec une nouvelle défaite contre l'espoir finlandais Robert Helenius qui parvient à prendre le dessus sur son adversaire en boxant à distance. Dans la 9e reprise, Peter est envoyé à terre par un crochet gauche de son adversaire. Il se relève mais encaisse un direct du droit doublé d'un crochet du gauche, et connait sa 5e défaite, sa 3e par KO.

### Retour
Le 27 septembre 2014, après 3 ans d'arrêt, au poids record de 132 kilos, il fait son retour et bat Ron Aubrey par KO en 1 round. Il domine ensuite Juan Carlos Salas (qui restait sur 7 défaites consécutives) puis perd dès le 4e round contre Kubrat Pulev le 3 décembre 2016.